# Eleuteri i Àntia de Roma
|  | Per a altres significats, vegeu «Eleuteri I». |

Eleuteri d'Il·líria, anomenat de vegades Liberal o Alliberador, i la seva mare Àntia (Roma, s. II - 121 o ca. 130) foren dos màrtirs cristians, venerats com a sants i màrtirs cristians a Grècia i Albània.

## Història
Nascut a Roma, el pare d'Eleuteri va morir quan era un nen petit i la seva mare, Àntia, el va portar a Anicet, el bisbe de Roma, que li va ensenyar en les Escriptures. Eleuteri és venerat com a bisbe d' Il·líric; segons la tradició, Antia era la seva mare. Segons una font en grec que datava d'abans del segle v, Àntia era vídua d'un cònsol anomenat Eugeni. El seu fill Eleuteri va ser ordenat diaca i sacerdot i després consagrat com a bisbe per un home anomenat Anicet. Aquesta tradició pot haver-se originat per confusió amb el papa Eleuteri, que podria haver estat un diaca del papa Anicet (c. 154–164).
La tradició diu que Eleuteri va ser nomenat bisbe de Messina i Il·líria als vint anys i sembla que es va establir a Valona. Va ser empresonat per un comes anomenat Fèlix; Eleuteri i Àntia van ser portats a Roma per ser jutjats per l'emperador Adrià. Segons aquesta font, Eleuteri i Àntia van ser condemnats a mort el 15 de desembre. Segons la tradició, Eleuteri va ser colpejat amb una maça fins a la mort, mentre que Àntia va ser decapitada.
Una traducció llatina d'aquest text grec, datada cap al segle VIII, afirma que Anicet, després de consagrar Eleuteri, el va assignar a la seu d' Apuliam Aecanam civitatem (Aeca). Eleuteri i Àntia van ser portats a Roma i assassinats el 18 d'abril. La font afirma que els ciutadans d'Eca van recuperar els cossos dels dos màrtirs de Roma i van tornar amb ells a la seva ciutat.
Baronio utilitza el descriptiu Episcopi Illyrici (bisbe d'Illyricum) en el seu Martyrologi romà, ja que va consultar la font grega. Hippolyte Delehaye creia que l'associació amb Aeca era errònia, i segles abans, Florus havia cregut que Apuliam Aecanam era un error per a Apuliam Messenam (Messina), però l'associació amb Messina també pot ser errònia. La confusió augmenta quan es té en compte el fet que el nom d'Eleuteri, que significa "el que és lliure", es va traduir al llatí com Liberator o Liberalis; pot haver estat confosa amb altres sants anomenats liberals.
Messina encara reivindica Eleuteri i Àntia com a nadius, afirmant que van néixer en aquesta ciutat siciliana el 18 d'abril de 121, i que després Eleuteri esdevingué bisbe d'Il·líric. Van ser torturats amb oli bullent, resina i ferros escalfats, i en acabat els van llançar als lleons; cap va tenir l'efecte desitjat i finalment els dos van ser executats.
Els seus cossos van ser llavors, segons la tradició, enterrats a l'església romana de Santa Sabina, a l'altar de Sant Llorenç, i després traslladats a San Giovanni della Pigna, prop del Panteó, amb les relíquies de Genesi de Roma. L'associació amb San Giovanni della Pigna també pot ser el resultat de la confusió amb el papa Eleuter, les relíquies del qual també es deia que s'havien traduït a San Giovanni della Pigna. Aleshores, els cristians de Rieti poden haver portat les seves relíquies a la seva ciutat, que encara les reclama.

## Veneració

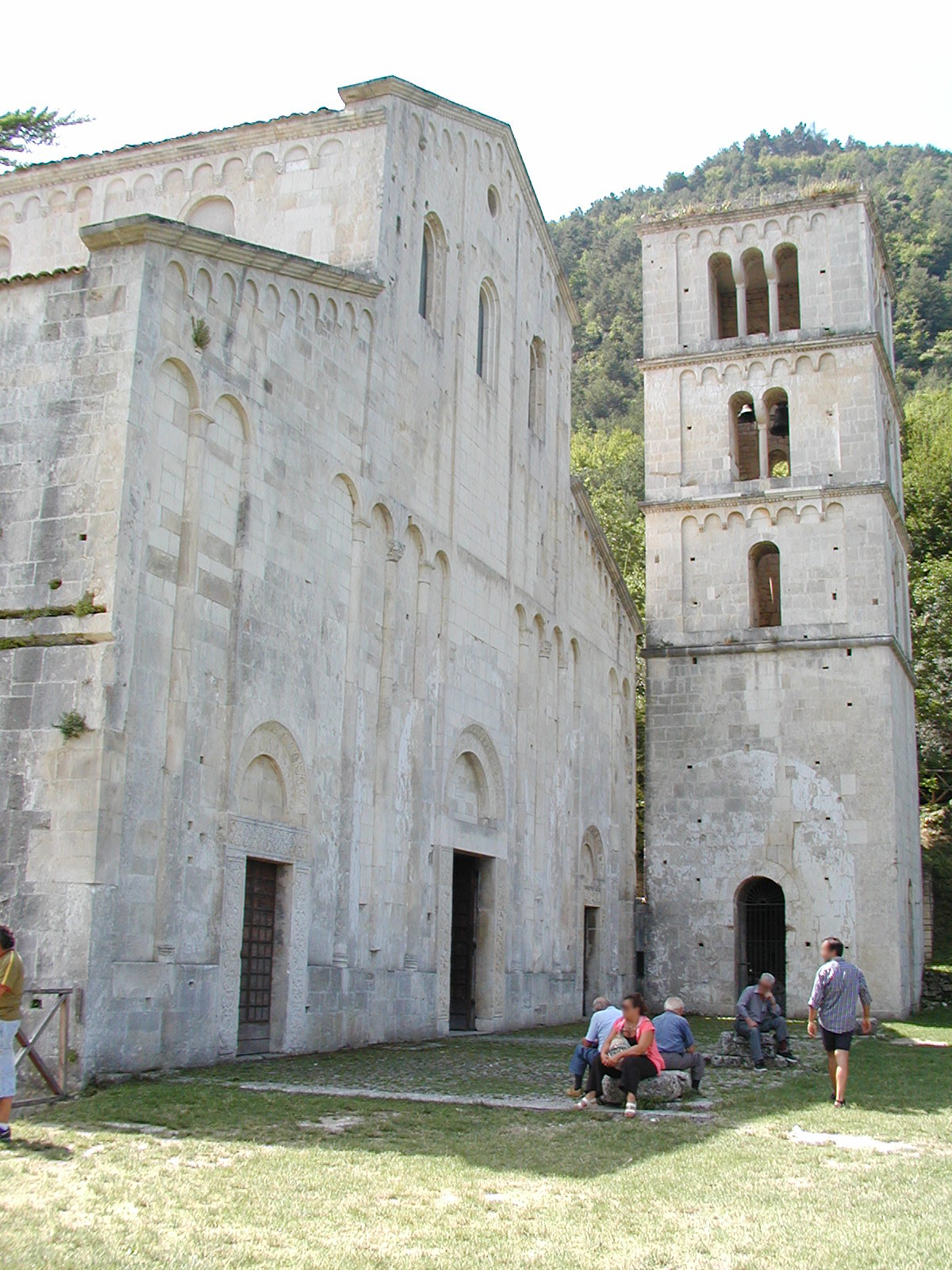
Sant Alliberat a Maiella.

Malgrat aquesta confusió, el culte d'Eleuteri és antic i estès, i el seu nom apareix no només als calendaris grecs antics, sinó també al Martiroligi Jeronimià(sota el 18 d'abril, el 5 de setembre, el 24 de novembre, on diu “in civitate Riatensi”, una referència a Rieti, on també era venerat); el Calendari de Marbre de Nàpols (menys del 18 d'abril), i en els calendaris mossàrabs.

### Rieti
L'església de Sant Eleuteri es va construir fora de les muralles de la ciutat de Rieti al voltant del segle V. Segons la tradició, l'església va reclamar les relíquies d'Eleuteri i Àntia, portades des de Roma pel bisbe Primus de Rieti. Al voltant dels segles V o VI, el benedictí Esteve de Rieti va fundar una comunitat monàstica prop de la tomba dels dos màrtirs.
La devoció a Eleuteri va augmentar després d'una llegenda associada amb el bisbe Probus de Rieti: que abans de la seva mort va aparèixer una visió dels dos sants, Eleuteri i Juvenal (Giovenale), per acompanyar el bisbe al cel.
L'església de Sant Eleuteri va adquirir importància durant l'època dels llombards, amb la seva fundació confirmada amb honors solemnes per Liutprand. Va adquirir més esplendor després de l'any 1000 dC, quan Pere, un abat local, va restaurar l'església i el seu monestir, que es trobava prop d'un rierol i del cementiri de la ciutat. El 1122, el comte Grimald va concedir Sant Eleuteri, el monestir, i les seves terres a la catedral de Santa Maria de Rieti. El 13 d'agost de 1198, el bisbe Adolphus Secenari i el papa Innocenci III van traslladar les relíquies dels dos sants a la catedral, elevant l'església a la condició de col·legiata amb dotze canonges i un abat-rector.

### Altres llocs a Itàlia
Nombroses esglésies es van aixecar a Itàlia en honor d'aquest sant. Hi havia una església dedicada a ell a Roma, a la Via Labicana. Va ser venerat el 18 d'abril a Nepi, Vasto, i a Poreč (Parenzo) a Istria. A Chieti, Benevento, Salerno i Sulmona, fou venerat el 21 de maig; a Terracina el 13 de maig; el 23 de maig a Arce, i el 31 de desembre a Canne, on descriu com un bisbe d'aquesta ciutat i un fils d'Evantia (una corrupció d'Àntia). Hi havia altres esglésies dedicades a ell a Mugnano del Cardinale i Ariano Irpino.